# Phrynarachne rugosa spongicolorata
Phrynarachne rugosa spongicolorata is een spinnenondersoort in de taxonomische indeling van de krabspinnen (Thomisidae).
Het dier behoort tot het geslacht Phrynarachne. De wetenschappelijke naam van de soort werd voor het eerst geldig gepubliceerd in 1942 door Millot.